# Родзевич Юрій Антонович
Родзе́вич Ю́рій Анто́нович (нар. 18 червня 1949, Дніпропетровськ) — український художник та графік. Член Національної спілки художників України від 1986 року.

## З життєпису
1973 року закінчив Львівську академію мистецтв. Навчався у Любомира Медведя, Дмитра Крвавича, А. Соболєва.
Серед його творів:
- 1981 — портрет фотохудожника В. Надашкевича,
- 1985 — портрет художниці Г. Зубченко,
- 1986 — «Хлопчик з папугою»,
- 1991 — «Кущ бузковий»,
- 1999 — «Фрау Тільман».

## Джерело
- НСХУ

| українська персоналія | Це незавершена стаття про особу, що має стосунок до України. Ви можете допомогти проєкту, виправивши або дописавши її. |